# Lielais un Pemmes purvs
Lielais un Pemmes purvs este o arie protejată (arie specială de conservare — SAC, sit de importanță comunitară — SCI, arie de protecție specială avifaunistică — SPA) din Letonia întinsă pe o suprafață de 3.476,84 ha, integral pe uscat.

## Localizare
Centrul sitului Lielais un Pemmes purvs este situat la coordonatele 57°22′58″N 24°49′00″E / 57.3827°N 24.8166°E.

## Înființare
Situl Lielais un Pemmes purvs a fost declarat arie de protecție specială avifaunistică în mai 2004 pentru a proteja 1 specie de plante și 17 specii de animale. Alte tipuri de protecție:
- sit de importanță comunitară (în mai 2004)
- arie specială de conservare (în mai 2004)[1][3][4]

## Biodiversitate
Situată în ecoregiunea boreală, aria protejată conține 10 habitate naturale: Lacuri și iazuri distrofice naturale, Turbării active, Mlaștini oligotrofe degradate, capabile încă de regenerare naturală, Mlaștini turboase de tranziție și turbării mișcătoare, Depresiuni pe substraturi de turbă de Rhynchosporion, Taiga vestică, Păduri caducifoliate bătrâne naturale hemiboreale fino-scandinave (Quercus, Tilia, Acer, Fraxinus sau Ulmus) bogate în specii epifite, Păduri de conifere pe eskere fluvioglaciare sau legate la acestea, Păduri de stejar sau de stejar și carpen sub-atlantice și medio-europene de Carpinion betuli, Mlaștini împădurite.
La baza desemnării sitului se află mai multe specii protejate:
- plante (1): turiță (Agrimonia pilosa)
- păsări (17): gârliță mare (Anser albifrons), gâscă de semănătură (Anser fabalis), acvilă de munte (Aquila chrysaetos), cocoșul de mesteacăn (Bonasa bonasia), barză neagră (Ciconia nigra), șerpar (Circaetus gallicus), ciocănitoare cu spate alb (Dendrocopos leucotos), ciocănitoare neagră (Dryocopus martius), muscar (Ficedula parva), ciuvică (Glaucidium passerinum), cocor (Grus grus), vultur pescar (Pandion haliaetus), ciocănitoare de munte (Picoides tridactylus), ploier auriu (Pluvialis apricaria), huhurezul mic (Strix uralensis), cocoșul de mesteacăn (Tetrao tetrix tetrix), fluierar de mlaștină (Tringa glareola)

Pe lângă speciile protejate, pe teritoriul sitului au mai fost identificate 2 specii de plante, 3 specii de păsări, 1 specie de amfibieni, 1 specie de mamifere.